# Aspidiophorus bibulbosus
Aspidiophorus bibulbosus är en djurart som tillhör fylumet bukhårsdjur, och som beskrevs av Kisielewski 1979. Aspidiophorus bibulbosus ingår i släktet Aspidiophorus och familjen Chaetonotidae. Inga underarter finns listade i Catalogue of Life.